# Joseph d'Albert
Joseph François Ildefonse Raymond d'Albert (Ille-sur-Têt, 23 gennaio 1721 – Ille-sur-Têt, 9 dicembre 1790) è stato un politico, magistrato e nobile francese.

## Biografia
Prima di divenire avvocato di professione, Joseph d'Albert fu professore di diritto all'Università di Perpignano all'età di ventitré anni. Il 10 luglio 1759 venne nominato Presidente della Camera del Consiglio di Roussillon, dove nel 1762 votò  a favore della soppressione dell'ordine dei Gesuiti a Roussillon. Eminente magistrato, partì per Parigi nel 1763, dove divenne  consigliere del Parlamento, Maestro delle Richieste e poi Intendente di Commercio. Nel 1775 fu nominato luogotenente generale di polizia da Turgot, allora consigliere di Stato. Ancora molto influente nel 1788, decise di tornare a Ille-sur-Têt nel 1789 con lo scoppio della Rivoluzione francese. Morì nella città natale il 9 dicembre 1790.
Il magistrato Joseph Jaume ricorda nelle sue "Memorie" come Joseph d'Albert fosse stato "uno dei quattro accusati di essere gli autori di una commedia che era stata composta nel 1752 contro M. de Mailly e la marchesa de Blanes, poiché soleva tenere in pubblico balli con lei nella grande sala della casa di M. Campredon", fatto che  lo portò ad essere rinchiuso per qualche tempo nella fortezza di Salses.